# Campo (fisica)

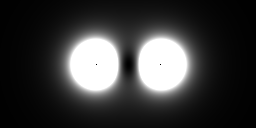
Il modulo del campo elettrico circondante due cariche uguali. Le aree più chiare hanno valori maggiori. La direzione del campo non è rappresentata.

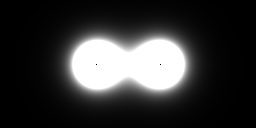
Cariche opposte.

In fisica, il campo è un'entità che esprime una grandezza come funzione della posizione nello spazio e nel tempo, o, nel caso relativistico, nello spaziotempo.
Più semplicemente, può essere definito come l'insieme dei valori che una data grandezza assume nello spazio. Il teorema di Helmholtz è fondamentale per la comprensione dei campi in quanto fornisce una classe di parametri che li determinano univocamente.
Un campo può essere scalare, spinoriale, vettoriale o tensoriale, a seconda del tipo di  grandezza rappresentata. Per esempio, il campo gravitazionale può essere modellato intuitivamente come campo vettoriale dove un vettore indica l'accelerazione esercitata su una massa in ogni punto  (anche se, più propriamente, esprime la forza che agisce su una massa unitaria e non un'accelerazione). Altri esempi sono il campo di temperatura o quello della pressione atmosferica, che sono spesso illustrati tramite le isoterme e le isobare.
Nel caso di un campo di forze, come il campo gravitazionale e il campo elettrico, il concetto di campo è strettamente correlato con quello di interazione a distanza.

## Teoria dei campi
In fisica, la teoria dei campi è la descrizione della dinamica di un campo, cioè la sua variazione (o evoluzione) nel tempo. Di solito questa viene descritta da una lagrangiana o una hamiltoniana di campo, trattate come un sistema con infiniti gradi di libertà. La teoria risultante può essere classica o quantistica. In fisica moderna i campi più studiati sono quelli relativi alle interazioni fondamentali.
La teoria della relatività generale afferma l'impossibilità di fenomeni simultanei (sempre distanziati a meno di un infinitesimo di spazio-tempo) e sostituisce con il concetto di campo le forze simultanee agenti a distanza utilizzate nella fisica newtoniana. Fenomeni come l'entanglement quantistico sono simultanei anche a grandi distanze, ma, secondo il teorema di non-comunicazione, non rompono la causalità poiché non sono sfruttabili a livello macroscopico per la trasmissione di dati.

### Campi classici
Ci sono numerosi esempi di campi classici. La dinamica di questi campi è di solito specificata dalla densità di lagrangiana in termini di componenti del campo; la dinamica può essere ottenuta usando il principio d'azione.
Michael Faraday per primo capì l'importanza del campo come oggetto fisico, durante la sua ricerca sul magnetismo. Egli capì che il campo elettrico e magnetico non erano solo campi di forza che influenzavano il moto delle particelle, ma avevano un'interpretazione fisica reale, perché essi possono trasportare energia.
Queste idee portarono alla creazione, da parte di James Clerk Maxwell, della prima teoria unificata dei campi con l'introduzione delle equazioni per il campo elettromagnetico. La versione moderna di queste equazioni sono chiamate equazioni di Maxwell. Alla fine del diciannovesimo secolo il campo elettromagnetico fu capito come una collezione di due campi vettoriali nello spazio. Oggi, questo è raggruppato in un singolo campo tensoriale del secondo ordine nello spaziotempo.
La teoria della gravità di Einstein, chiamata relatività generale, è un altro esempio di una teoria di campo. Qui il campo principale è un tensore metrico, un campo tensoriale del secondo ordine nello spaziotempo.

### Campi quantizzati
Si pensa attualmente che la meccanica quantistica sia alla base di tutti i fenomeni fisici, cosicché anche la teoria classica dei campi è stata riformulata con la cosiddetta seconda quantizzazione, che rende la funzione d'onda della meccanica quantistica (scalare, in quella sede) un operatore. Tale meccanismo è stato applicato con successo dapprima al campo elettromagnetico; la corrispondente teoria di campo quantizzata è nota come elettrodinamica quantistica o QED. Successivamente si sono ottenute le teorie di campo quantizzato per due delle altre interazioni fondamentali: l'interazione forte, descritta dalla cromodinamica quantistica (QCD), e quella debole descritta dalla teoria elettrodebole (che mostra come in realtà la forza elettromagnetica e quella debole abbiano un'origine comune). Queste tre teorie compongono il cosiddetto modello standard della fisica delle particelle. A tutt'oggi non è stata invece trovata una soddisfacente teoria di campo quantizzato per il campo gravitazionale.
Le teorie di campo classiche rimangono comunque utili per lo studio di fenomeni in cui le proprietà quantistiche della materia non siano rilevanti; ad esempio lo studio dell'elasticità dei materiali o la fluidodinamica.

### Campi casuali continui
I campi classici, come quello elettromagnetico, sono usualmente funzioni derivabili a tutti gli ordini, e in ogni caso almeno due volte. Al contrario le funzioni generalizzate non sono continue.
Il metodo dei campi casuali continui deve essere usato per uno studio dei campi classici a temperature finite, poiché un campo classico variabile con la temperatura è ovunque non differenziabile. I campi casuali sono insiemi di variabili casuali munite di indice; un campo casuale continuo è un campo casuale i cui indici sono funzioni continue. In particolare, conviene talvolta considerare i campi casuali che hanno come insieme degli indici uno spazio di Schwartz di funzioni, nel qual caso il campo casuale continuo è una distribuzione temperata.
In modo (molto) rude possiamo pensare ai campi casuali continui come a funzioni ordinarie che valgano {\displaystyle \pm \infty } quasi ovunque, e tali che quando si effettui una media pesata di tutti questi infiniti in una regione finita, si ottenga un risultato finito, e che può essere ben definito. Possiamo definire un campo casuale continuo in modo più preciso come una mappa lineare dallo spazio delle funzioni in quello dei numeri reali.

## Simmetrie dei campi
Un modo conveniente per classificare i campi (classici e quantistici) sono le simmetrie che possiedono. Le simmetrie sono di due tipi:

### Simmetrie spazio temporali
I campi sono spesso classificati per il loro comportamento rispetto a trasformazioni dello spaziotempo:
- Campo scalare (come quello della temperatura) i cui valori sono dati da una singola variabile per ogni punto dello spazio. Questi valori non cambiano sotto trasformazioni spaziali.
- Campo vettoriale (come il campo di forze). Le componenti di questo campo cambiano sotto rotazione come dei vettori polari.
- Campo tensoriale (come il tensore degli sforzi di un cristallo), specificato da un tensore per ogni punto dello spazio.
- i campi di spinori sono utili in teoria quantistica dei campi

Nella relatività vale una classificazione simile, ad eccezione del fatto che i campi scalari, vettoriali e tensoriali sono definiti rispetto alla simmetria di Poincaré dello spaziotempo.

### Simmetrie interne
I campi possono avere simmetrie interne oltre a quelle spaziotemporali.